# Тобија (Витербо)
Тобија је насеље у Италији у округу Витербо, региону Лацио.
Према процени из 2011. у насељу је живело 268 становника. Насеље се налази на надморској висини од 419 м.